# (12976) Kalinenkov
(12976) Kalinenkov est un astéroïde de la ceinture principale.

## Description
(12976) Kalinenkov est un astéroïde de la ceinture principale. Il fut découvert le 26 août 1976 à Naoutchnyï par Nikolaï Tchernykh. Il présente une orbite caractérisée par un demi-grand axe de 2,44 UA, une excentricité de 0,20 et une inclinaison de 2,4° par rapport à l'écliptique.

## Compléments